# La (des)educació de Cameron Post
La (des)educació de Cameron Post (originalment en anglès, The Miseducation of Cameron Post) és una pel·lícula dramàtica del 2018 dirigida per Desiree Akhavan i escrita per la mateixa Akhavan i Cecilia Frugiuele, basada en la novel·la del 2012 d'⁣Emily M. Danforth. És protagonitzada per Chloë Grace Moretz, John Gallagher Jr., Sasha Lane, Forrest Goodluck, Marin Ireland, Owen Campbell, Kerry Butler, Quinn Shephard, Emily Skeggs, Melanie Ehrlich i Jennifer Ehle. Moretz interpreta una adolescent lesbiana enviada a un centre de teràpia de conversió homosexual. La pel·lícula es va estrenar al Festival de Cinema de Sundance el 22 de gener de 2018. Es va estrenar als Estats Units el 3 d'agost de 2018 i al Regne Unit, el 7 de setembre. Va rebre crítiques generalment favorables i va recaptar 1,4 milions de dòlars a escala mundial. El juliol de 2022 es va estrenar la versió original subtitulada al català per a la plataforma FilminCAT i el 27 d'agost del mateix any es va emetre el doblatge per primer cop al canal La 2.

## Repartiment
- Chloë Grace Moretz com a Cameron Post
- John Gallagher Jr. com a Reverend Rick
- Sasha Lane com a Jane Fonda
- Forrest Goodluck com a Adam Red Eagle
- Marin Ireland com a Bethany
- Owen Campbell com a Mark
- Kerry Butler com a Ruth Post
- Quinn Shephard com a Coley Taylor
- Emily Skeggs com a Erin
- Melanie Ehrlich com a Helen Showalter
- Isaac Jin Solstein com a Steve Cromps
- Dalton Harrod com a Jamie
- Jennifer Ehle com a Dr. Lydia Marsh
- Christopher Dylan White com a Dane Bunsky
- Steven Hauck com a Pastor Crawford
- McCabe Slye com a Brett
- Dale Soules com a àvia